# Xi Aquarii
Désignations
Xi Aquarii (ξ Aqr, ξ Aquarii) est une étoile binaire de la constellation du Verseau. Avec une magnitude apparente de 4,7, elle est visible à l'œil nu depuis la Terre. Sa distance, déterminée à l'aide des mesures de parallaxe faites durant la mission Hipparcos, est de ∼ 179 a.l. (∼ 54,9 pc).
Les deux composantes du système sont Xi Aquarii A (également nommée Bunda) et Xi Aquarii B.

## Nomenclature
Xi Aquarii constituait avec Beta Aquarii (Sadalsuud) la mansion lunaire persienne Bunda. En 2016, l'UAI a organisé un Groupe de travail sur les noms d'étoiles (WGSN) pour cataloguer et normaliser les noms propres des étoiles. Le WGSN a alors décidé d'attribuer un nom propre à des étoiles individuelles plutôt qu'à des systèmes stellaires entiers. Le nom Bunda a été approuvé pour la composante Xi Aquarii A le 1er juin 2018 et est maintenant inclus dans la liste des noms d'étoiles officiellement reconnus par l'UAI.
Dans le catalogue d'étoiles du Calendarium d'Al Achsasi al Mouakket (en), Xi Aquarii a reçu le nom de Thanih Saad al Saaoud (تاني سعد السعود – taanii sa‘d al-su‘ūd), qui a été traduit en latin sous le nom de Secunda Fortunæ Fortunarum, signifiant « la deuxième de la chance des chances ». L'étoile, avec Beta Aquarii et 46 Capricorni, étaient connues en tant que Saʽd al Suʽud (سعد السعود), « la chance des chances ».
En chinois, ξ Aquarii est connue sous le nom de 天壘城一 (Tiān Lěi Chéng yī), c'est-à-dire « la première étoile des Remparts Célestes ». Elle est incluse au sein de l'astérisme des Remparts Célestes 天壘城 (Tiān Lěi Chéng), qui regroupe les étoiles ξ Aquarii, 46 Capricorni, 47 Capricorni, λ Capricorni, 50 Capricorni, 18 Aquarii, 29 Capricorni, 9 Aquarii, 8 Aquarii, ν Aquarii, 14 Aquarii, 17 Aquarii et 19 Aquarii.

## Propriétés
Xi Aquarii est un système binaire spectroscopique à raies simples, ce qui signifie que la présence d'un compagnon, non-visible, orbitant autour de l'étoile principale, peut être déduite à partir de l'effet Doppler qu'il engendre sur les raies d'absorption de l'étoile principale. Les deux étoiles orbitent l'une autour de l'autre selon une période de 8 016 jours (~22 ans) et avec une excentricité de 0,54. La composante primaire du système, Xi Aquarii A, est une étoile blanche de la séquence principale de type spectral A7V. Elle fait environ 1,9 fois la masse du Soleil et elle orbite rapidement à une vitesse de rotation mesurée de 170 km/s. Les données orbitales semblent indiquer que la composante secondaire du système, Xi Aquarii B, est une étoile peu massive de type naine rouge ou naine blanche.